# Bibliographie sur les chrétiens d'Orient
Bibliographie sur les chrétiens d'Orient

## Généralités
- Julius Assfalg et Paul Krüger, Petit dictionnaire de l'Orient chrétien, Brepols, Turnhout, 1991  (ISBN 2503500625)
- Jean-Michel Cadiot Les Chrétiens d'Orient. Vitalité, souffrances,avenir, Salvator 2010  (ISBN 978-2-7067-0782-7)
- Sébastien de Courtois, Le Nouveau Défi des chrétiens d'Orient, d'Istanbul à Bagdad, Lattès, 2009
- Catherine Dupeyron Chrétiens en Terre sainte - Disparition ou mutation ?, Albin-Michel 2007  (ISBN 978-2-226-18058-2)
- Raymond Janin, Les Églises et les rites orientaux, Letouzey & Ané, Paris, 1997  (ISBN 2706302062) (5e éd. avec compléments bibliographiques, 1re éd. 1922)
- Jean-Pierre Valognes, Vie et mort des Chrétiens d'Orient, Fayard, Paris, 1994  (ISBN 2213030642)
- Mahmoud Zibawi, Orients chrétiens, Desclée de Brouwer, Paris, 1995  (ISBN 2220036006)
- Antoine Fleyfel, Géopolitique des chrétiens d'Orient, L'Harmattan, Paris, 2013  (ISBN 978-2-343-01485-2)

## Histoire
- Sébastien de Courtois, Chrétiens d'Orient sur la route de la Soie : dans les pas des Nestoriens, Éd. de la Table Ronde, Paris, 2007  (ISBN 9782710328520)

### Chrétiens d'Orient et Empire byzantin
- Pierre Maraval, Lieux saints et pèlerinages d'Orient : histoire et géographie, des origines à la conquête arabe, Cerf, Paris, 1985  (ISBN 2204022144)
- Pierre Maraval, Le christianisme de Constantin à la conquête arabe, Presses universitaires de France, Paris, 2001  (ISBN 2130515959) (1re éd. en 1997)
- Jean Meyendorff, Unité de l'Empire et divisions des chrétiens : l'Église de 450 à 680, Cerf, Paris, 1993  (ISBN 2204046469)

### Chrétiens d'Orient et Église de Rome
- Ghislain Brunel (dir.), La présence latine en Orient au Moyen Âge, Centre historique des Archives nationales / Champion (col. Documents inédits des Archives nationales), Paris, 2000  (ISBN 2745304097)
- Bernard Heyberger, Les chrétiens du Proche-Orient au temps de la réforme catholique, École française de Rome, Rome, 1994  (ISBN 2728303096)
- Jean Meyendorff et Aristeides Papadakis, L'Orient chrétien et l'essor de la papauté : l'Église de 1071 à 1453, Cerf, Paris, 2001  (ISBN 2204066710)
- Jean Richard, La papauté et les missions d'Orient au Moyen Âge (XIIIe – XVe siècles), École française de Rome, Rome, 1998  (ISBN 2728305196)

### Chrétiens d'Orient et Islam
- Alain Ducellier, Chrétiens d'Orient et Islam au Moyen Âge VIIe – XVe siècle, Armand Colin (col. U), Paris, 1999  (ISBN 2200014481)
- Anne-Marie Eddé, Françoise Micheau et Christophe Picard, Communautés chrétiennes en pays d'Islam du début du VIIe siècle au milieu du XIe siècle, SEDES, Paris, 1997  (ISBN 2718190353)
- Claude Lorieux, Chretiens d'Orient en terre d'Islam, Perrin, Paris, 2001  (ISBN 9782262016098)
- Henri Tincq, Les chrétiens d'Orient et l'islam radical, Journal Le Monde du 8 décembre 2007

### Chrétiens d'Orient et la France
- Carine Marret, Les chrétiens d’Orient et la France, mille ans d’une passion tourmentée, préface de Jean-François Colosimo, Editions Balland, Paris, 2025

## Sociologie
- Bernard Heyberger, Chrétiens du monde arabe : un archipel en terre d'Islam, Autrement (col. Mémoires), Paris, 2003  (ISBN 2746703904)
- Jacques Debs, Musulmans d'Europe, Chrétiens d'Orient, Arte Éditions & Éditions de l'Éclat, Paris, 2006  (ISBN 9782841621279)
- Frédéric Pichon, Voyage chez les chrétiens d’Orient, Presses de la Renaissance, Paris, 2006  (ISBN 2750900913)

## Théologie
- Jean Corbon, L’Église des Arabes, Paris, Cerf, 2007
- Georges Khodr, L'Appel de l'Esprit. Église et société, Paris, Cerf, 2001
- Antoine Fleyfel, La théologie contextuelle arabe. Modèle libanais, L'Harmattan, coll. Pensée religieuse et philosophique arabe, Paris, 2011  (ISBN 9782296549760)

## Art
- Raphaëlle Ziadé, L'art des chrétiens d'Orient. De l'Euphrate au Nil, Citadelles & Mazenod, 2022
- Dossiers d'Archéologie, N°:33 Les Chrétiens d'Orient, exposition à l'institut du monde arabe. Numero Hors-série 33.